# Selidosema tamsi
Selidosema tamsi là một loài bướm đêm trong họ Geometridae.